# Стефан (Баласкас)
Архиепископ Стефан (греч. Αρχιεπίσκοπος Στέφανος в миру Николаос Баласкас греч. Νικόλαος Μπαλάσκας; 1908, Мадитос, Османская империя — 19 ноября 1982, Иерусалим) — архиерей Иерусалимской православной церкви, архиепископ Газский (1955—1982).

## Биография
Родился в 1908 году в городе Мадитос во Фракии.
17 апреля 1928 года был пострижен в монашество и в октябре 1928 года архиепископом Диокесарийским Аристархом (1879—1937) рукоположен в сан иеродиакона.
В 1936 году окончил богословский институт Афинского университета.
20 октября 1955 года был хиротонисан в сан епископа и возведён в достоинство архиепископа Газского.
Скончался 19 ноября 1982 года в Иерусалиме.